# Nador (provincie)
Nador is een provincie in de Marokkaanse regio Oriental en telde in 2014 circa 600.000 inwoners.
De hoofdstad van de provincie is de gelijknamige stad Nador, een havenstad aan de Middellandse Zee en mede door de nabijheid van de Spaanse enclave Melilla is Nador stad een handelscentrum.

## Bestuurlijke indeling
De provincie is bestuurlijk als volgt ingedeeld:
| Naam                   | Postcode   | Type          | Huishoudens | Populatie (2014) |
| ---------------------- | ---------- | ------------- | ----------- | ---------------- |
| Al Aaroui              | 381.01.01. | Municipality  | 6923        | 47.578           |
| Beni Ansar             | 381.01.03. | Municipality  | 6799        | 56.582           |
| Nador                  | 381.01.05. | Municipality  | 26961       | 161.726          |
| Zaio                   | 381.01.07. | Municipality  | 6067        | 35.806           |
| Zeghanghane            | 381.01.09. | Municipality  | 4242        | 34.025           |
| Bni Bouifrour          | 381.05.01. | Rural commune | 3537        | 17.090           |
| Bni Chiker             | 381.05.03. | Rural commune | 4464        | 26.884           |
| Bni Sidel Jbel         | 381.05.05. | Rural commune | 1890        | 8.930            |
| Bni Sidel Louta        | 381.05.07. | Rural commune | 1475        | 6.283            |
| Bouarg                 | 381.05.09. | Rural commune | 4385        | 37.737           |
| Farkhana               | 381.05.11. | Rural commune | 3900        | 10.994           |
| Iaazzanene             | 381.05.13. | Rural commune | 2305        | 11.131           |
| Ihaddadene             | 381.05.15. | Rural commune | 5119        | 14.345           |
| Iksane                 | 381.05.17. | Rural commune | 1744        | 8.417            |
| Selouane               | 381.05.19. | Rural commune | 4878        | 21.570           |
| Afsou                  | 381.07.01. | Rural commune | 493         | 2.932            |
| Al Barkanyene          | 381.07.03. | Rural commune | 298         | 2.540            |
| Arekmane               | 381.07.05. | Rural commune | 3720        | 18.490           |
| Bni Oukil Oulad M'Hand | 381.07.07. | Rural commune | 1.804       | 10697            |
| Hassi-Berkane          | 381.07.09. | Rural commune | 1344        | 8.788            |
| Oulad Daoud Zkhanine   | 381.07.11. | Rural commune | 750         | 3.940            |
| Oulad Settout          | 381.07.13. | Rural commune | 3875        | 23.218           |
| Ras Kebdana            | 381.07.15. | Rural commune | 2064        | 7.580            |
| Tiztoutine             | 381.07.17. | Rural commune | 1732        | 9.788            |

Ben Slimane · Khouribga · Settat · El Jadida · Safi · Boulmane · Fez · Moulay Yacoub · Sefrou · Kénitra · Sidi Kacem · Casablanca · Médiouna · Mohammedia · Nouaceur · Assa-Zag · Guelmim · Tan-Tan · Tata · Boujdour · Es-Semara · Lâayoune · Al Haouz · Chichaoua · Essaouira · Kelâat Es-Sraghna · Marrakech · Al Ismaïlia · El Hajeb · Errachidia · Ifrane · Khénifra · Meknès · Berkane · Figuig · Jerada · Driouch · Nador · Oujda-Angad · Taourirt · Aousserd · Oued ed Dahab · Khémisset · Rabat · Salé · Skhirat-Témara · Agadir-Ida-Ou-Tanane · Inezgane-Aït Melloul · Chtouka-Aït Baha · Ouarzazate · Taroudant · Tiznit · Zagora · Azilal · Béni-Mellal · Chefchaouen · Fahs-Bni Mkada · Larache · Tanger-Asilah · Tétouan · Al Hoceima · Taounate · Taza